# コマルカ・ダ・コルーニャ
コマルカ・ダ・コルーニャ（Comarca da Coruña）はガリシア州ア・コルーニャ県のコマルカで、同県の北部に位置する。
アベゴンド、アルテイショ、ベルゴンド、カンブレ、カラル、ア・コルーニャ、クジェレード、オレイロス、サダの9自治体によって構成される。
隣接するコマルカは、東がコマルカ・デ・ベタンソス、南がコマルカ・デ・オルデス、西がコマルカ・デ・ベルガンティーニョスである。北は大西洋、そしてリア・ダ・コルーニャ、リア・デ・ベタンソスに面している。
面積は469.8km²で、2010年の人口は395,412人（2007年：384,616人）。コマルカの中心となっている地区は自治体ア・コルーニャの市街地ア・コルーニャ地区。カスティーリャ語による表記はComarca de La Coruña。

## 地理
| コマルカ・ダ・コルーニャの構成自治体（2010年）         |            |             |                    |
| 自治体                                                 | 人口（人） | 面積（km²） | 人口密度（人/km²） |
| アベゴンド                                             | 5,765      | 83.9        | 68.7               |
| アルテイショ                                           | 30,255     | 93.4        | 323.9              |
| ベルゴンド                                             | 6,758      | 32.7        | 206.7              |
| カンブレ                                               | 23,621     | 40.7        | 580.4              |
| カラル                                                 | 5,945      | 48.0        | 123.9              |
| ア・コルーニャ                                         | 246,047    | 37.6        | 6,543.8            |
| クジェレード                                           | 28,737     | 62.3        | 461.3              |
| オレイロス                                             | 33,550     | 43.8        | 766.0              |
| サダ                                                   | 14,734     | 27.4        | 537.7              |
| 計                                                     | 395,412    | 469.8       | 841.7              |
| 出典: INE（スペイン国立統計局）、IGE（ガリシア統計局） |            |             |                    |